# Manuel Nuñez de Villavicencio y Olaguer Feliú

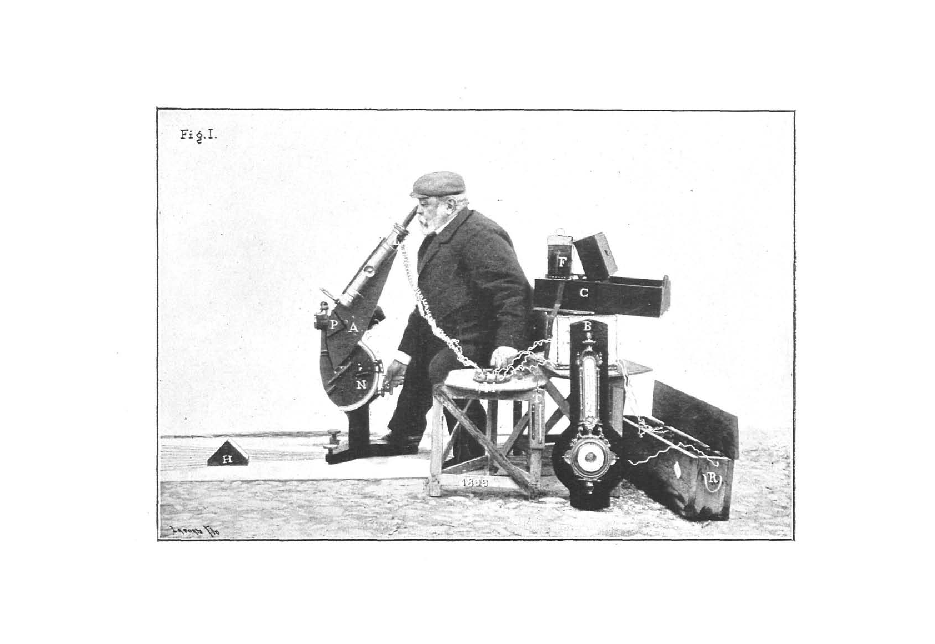
Variante del sextante de reflexión desarrollado por Manuel Nuñez de Villavicencio y Olaguer Feliú, Conde de Cañete del Pinar.

Manuel Nuñez de Villavicencio y Olaguer Feliú. (1838-1908) Fue el VI Conde de Cañete del Pinar, marino, escritor e investigador naval español.

## Biografía
Nació en Jerez de la Frontera el 27 de marzo de 1838 y falleció el 31 de octubre de 1908.
Hijo de Don José Juan Nuñez de Villavicencio y Angulo, caballero de la Orden de Calatrava, y Doña María Regla Olaguer Feliú y González Cevallos. Sus hermanos fueron doña Carmen Núñez de Villavicencio y Olaguer Feliú, I Marquesa de Domecq D'Usquain y don José María Nuñez de Villavicencio y Olaguer Feliú, conde del Cañete del Pinar, cediendo su derecho a su hermano Manuel.
Sus tíos abuelos fueron don Antonio Olaguer Feliú, sexto Virrey del Río de la Plata y Secretario de Guerra de Carlos IV y el Mariscal de Campo don Manuel Olaguer Feliú, Capitán General de La Coruña.
Se casó en primeras nupcias con su prima hermana doña María del Carmen Tamariz-Martel y Núñez de Villavicencio, el 15 de agosto de 1869, y en segundas nupcias, el 9 de abril de 1877, con doña María del Carmen Gordon y Doz. Su hijos fueron don Nuño Núñez de Villavicencio y Gordon Olaguer Feliú y Doz, doña Jacinta Núñez de Villavicencio y Gordon Olaguer Feliú y Doz y don José Núñez de Villavicencio y Gordon Olaguer Feliú y Doz.
Don Manuel Nuñez de Villavicencio y Olaguer Feliú alcanzó el grado de Capitán de Fragata de la Armada de España. También fue Comisario Honorario de Marina.
En 1869 siendo Teniente de Navío tradujo del idioma alemán, junto a Rafael Pardo de Figueroa, que fuera el Jefe de la Comisión Hidrográfica de la Península (1867-1887) el libro "Tratado de Astronomía Esférica" del Dr. F. Bruennow.
Colaborador de la Revista General de Marina. Contribuyó a la Astronomía Náutica con su ingeniosa idea de Observaciones Conjugadas.
Desarrolló una variante del sextante de reflexión, con anteojos de mayor poder, permitiendo realizar observaciones con estrellas de pequeña magnitud, tales como las de 3.ª, 4.ª y 5.ª magnitud, disminuyendo los errores de la declinación, aumentando la precisión de las observaciones y obteniendo la latitud con tanta exactitud como los grandes instrumentos astronómicos de su época.
Fue autor de numerosas obras de carácter científico:
- "Algunas Consideraciones sobre el Enlace Geodésico y Astronómico de Argelia con España", impreso en 1894.
- "Observaciones de Precisión con el Sextante" impreso en 1895.
- "Algo más sobre Observaciones de Precisión con el Sextante", impreso en 1900.
- "De cómo se han de Observar las Distancias Lunares", impreso en 1904.

En 1899, por real decreto, la reina regente María Cristina de Habsburgo-Lorena le concedió la Gran Cruz al Mérito Naval con Distintivo Blanco:

«... por haber continuado, en su situación de retirado, prestando a la Marina y a la ciencia el concurso de sus vastos y valiosos conocimientos científicos.

Dado en Palacio a quince de Noviembre de mil ochocientos noventa y nueva.

MARIA CRISTINA

En 1909 le sucedió en el título, su hijo don Nuño Núñez de Villavicencio Gordon Olaguer Feliú y Doz, siendo el VII Conde de Cañete del Pinar. Tras la muerte de este sin sucesión, hereda el título su hermano menor don José Núñez de Villavicencio y Gordon Olaguer Feliú y Doz.